# 基本公正原則
基本公正原則（Fundamental Fairness Doctrine）是一種美國憲法上的原則，只要被法院認定是一種基本權，依據「正當法律程序」條款的要求，該項基本權即可適用至州。至於究竟權利法案的哪些內容可以適用至各州，採取的是「基本權」（Fundamental Rights）的方法，即只有那些「作為吾人一切公民暨政治制度基石的自由與正義基本原則」所默示權利，或那些「秩序井然的自由」（ordered liberty）概念所默示包括的權利，才能包含於「正當法律程序」條款之中。
由於此項原則具有高度的靈活與不確定性，因此受到批評。black大法官於Duncan v. Louisiana（1968）的協同意見書表示，設若採取「基本公正原則」，將會使得正當法律程序條款的內容，取決於部分法官的倫理以及道德觀念，而不受憲法明文的限制。於過去的歷史中，並未表示正當法律程序條款的憲法上控制，並須依靠法官的價值觀。因此，20世紀60年代以後，法院逐漸往「合併原則」，尤其是「選擇性合併原則」邁進。

## 案例
於Powell v. Alabama（1932）中，決定一項權利是否包含於增修條文14條，必須判斷該權利是否「作為吾人一切公民暨政治制度基石的自由與正義基本原則」。而「受律師協助權」對被告來說是一項「基本權」，在沒有提供有效律師辯護的情況下被定罪和判刑，違背了「正當法律程序」條款的要求。
於Palko v. Connecticut（1937）中，法院認為有些權利隱含於秩序井然的自由（order liberty，又譯為命令性自由，亦有譯為有序自由）的概念之中，因此可以透過增修條文14條適用於各州。但是法院認為「不受雙重處罰」條款並不是「基本權」（Fundamental），不能透過增修條文14條適用於各州。
於Adamson v. California（1947年）中，法院認為增修條文14條「不自證己罪」條款僅是對聯邦政府的限制，不能適用於各州。